# Suzanne Leppien
Suzanne Leppien, ou Szuszanne (ou Szusza) Leppien (née le 21 décembre 1907 à Budapest, Autriche-Hongrie et morte le 28 septembre 1982 à Roquebrune-Cap-Martin) est une photographe et tisserande franco-hongroise.

## Biographie
Szuszanne Ney est née de Désiré Ney et Eveline Pickler. Le père aurait travaillé dans l'industrie textile et était très mélomane. Elle grandit dans une famille de la classe moyenne, fréquente le lycée de Budapest et épouse György Markos peu après son baccalauréat. En 1927, elle donne naissance à une fille. 
Après s'être séparée de son mari et de sa fille, Suzanne Markos-Ney s'inscrit au Bauhaus à Dessau au printemps 1931. Elle y suit le cours préliminaire avec Josef Albers et Vassily Kandinsky puis est admise au cours de photographie avec Walter Peterhans. Suzanne Ney étudie aussi la construction, toujours avec Kandinsky et le tissage, atelier où sont orientées systématiquement les femmes. Ses amis sont Hannes Beckmann, Hannes Neuner, Margot Loewe et Otti Berger. En 1932, elle s'installe à Berlin. Elle quitte le Bauhaus qui n'offre plus de perspective face à la montée du nazisme. À l'automne 1932, elle rencontre Jean Leppien à Berlin, lui aussi ancien étudiant du Bauhaus. 
Après l'élection du Reichstag le 5 mars 1933, et la montée en puissance du NSDAP qui s'est ensuivie, Jean Leppien fuit pour la première fois en Suisse, Suzanne Markos-Ney revient dans sa famille à Budapest. Lorsque Leppien s'installe à Paris à l'automne 1933, elle le rejoint. Ils subsistent grâce à des travaux occasionnels. En 1937, Suzanne Markos-Ney travaille dans une agence de voyages et de tourisme. Après l'invasion allemande en juin 1940, Suzanne et Jean fuient vers le sud de la France et s'établissent à Sorgues, dans le Vaucluse. Ils se marient le 16 août 1941, grâce à l'intervention du préfet, le maire ayant, à plusieurs reprises, refusé de célébrer ce mariage entre un antifasciste allemand et une juive hongroise,. Ils y mènent une vie isolée et discrète de 1940 à 1944, travaillant comme maraîchers sur un petit lopin de terre louée. Ils aident tout de même la résistance en stockant des armes dans leur maison. 
Le 21 mars 1944, Suzanne Leppien est dénoncée par le fermier qui leur loue des terres et arrêtée par la Gestapo comme «demi- juive». Le lendemain, c'est Jean Leppien qui est arrêté. Il est jugé le 5 mai 1944 en conseil de guerre et condamné à mort. Sa peine est commuée en 15 ans de réclusion criminelle et il est envoyé en prison à Bruchsal,.  
Suzanne Leppien est d'abord internée au camp de rassemblement de Drancy puis déportée à Auschwitz le 29 avril 1944. Elle effectue des travaux forcés dans l'usine DKW de Zschopau, un camp satellite du camp de concentration de Flossenbürg. En avril 1945, elle réussit à sauter d'un train de transport en mouvement à Theresienstadt et à se cacher pendant plusieurs jours. Le 25 mai 1945, elle retrouve, à Paris, son mari, lui aussi rentré en France.   
Les Leppien déménagent d'abord à Nice, puis s'installent à Roquebrune-Cap-Martin. À partir de 1948, Suzanne Leppien y travaille comme tisserande. Dans les années 1950, elle dirige une boutique ("La Boutique") de tissage et de céramique à Roquebrune-Village.   
« Elle ne considérait pas son tissage comme de l'art ... mais comme un artisanat qu'elle ne pratiquait pas que pour gagner de l'argent » (Helmut R. Leppien dans une lettre datée du 20 septembre 1999)
En 1953, elle prend la nationalité française. 
Suzanne Leppien n'est revenue ni à l'architecture ni à la photographie. Dans les années 1960, elle dirige son propre atelier de tissage à Paris et son travail est vendu dans des boutiques. Elle traduit en allemand des œuvres de et sur son professeur du Bauhaus Vassily Kandinsky ainsi qu'un livret sur Joan Miró . Elle soutient son mari et considère de son devoir de lui permettre de se dédier librement à son travail artistique.  
Son neveu, Helmut R. Leppien, dit d'elle : « Une personne au jugement décisif, une brillante intellectuelle, très cultivée et musicale, critique pointue de son mari. (..) Elle a dit, une fois, qu'elle a abandonné l'art parce qu'elle considérait que son talent était moindre, et que son devoir était de le soutenir pour que son travail soit possible ».  
Elle est décédée à Roquebrune-Cap-Martin en 1982. Elle et son mari sont inhumés au cimetière de Roquebrune. 

## Traductions
- Vassily Kandinsky: Écrits complets, préface de Philippe Sers, Denoe / Gonthier, Paris, 1970 (traduction allemande par Suzanne et Jean Leppien )
- Philippe Sers, (Trad. Suzanne et Jean Leppien), Wassily Kandinsky: Point - ligne - plan: Contribution à l'analyse des éléments picturaux, Paris, Denoël, 1970
- Vassily Kandinsky, (préf. Philippe Sers), (trad. Suzanne et Jean Leppien), Cours du Bauhaus, Paris, Denoël, 1978  (ISBN 978-2282301747)
- (de) Yves Bonnefoy, (trad. Suzanne Leppien), Miró, Stuttgart: W.Kohlhammer, 1966